# Soroka (rejon czortkowski)
Soroka (ukr. Соро́ка) – wieś na Ukrainie w rejonie czortkowskim należącym do obwodu tarnopolskiego.
Do 2020 w rejonie husiatyńskim. 